# Ђорђе Костић (лекар)
Ђорђе Костић био је истакнути лекар у области бактерологије, примаријус са подручја Јабланичког округа.

## Биографија
Примаријус др Ђорђе Костић, рођен је 1919. године у Гњилану, Пирот. Основну школу је завршио у месту рођења, гимназију у Пироту и Смедеревској Паланци, а Медицински факултет 1949. године у Београду. Од првог дана по завршетку студија је у превентивној медицини у Заводу за заштиту здравља најпре у Нишу од 1949. до 1951. године, а затим у Заводу у Пироту 1951 до 1961. године, од 1. јануара 1962. године до пензионисања 1984. године у Заводу за заштиту здравља у Лесковцу, на дужност начелника бактериолошке службе. Специјалистички испит из бактериологије положио је 1958. године у Београду. Био је професор микробиологије Медицинске школе у Лесковцу (1962-1980). Поред тога био је председник Управног одбора Завода за заштиту здравља (1966. и 1970). Назив примаријус добио је 1975. године. Био је један од активних чланова Подружнице СЛД у Лесковцу. Објавио је у стручним часописима преко 50 радова Преминуо је 1997. године.